# Apogon queketti
Apogon queketti är en fiskart som beskrevs av Gilchrist, 1903. Apogon queketti ingår i släktet Apogon och familjen Apogonidae. Inga underarter finns listade i Catalogue of Life.

## Bildgalleri

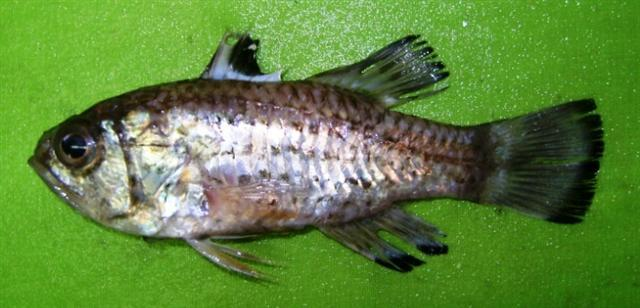
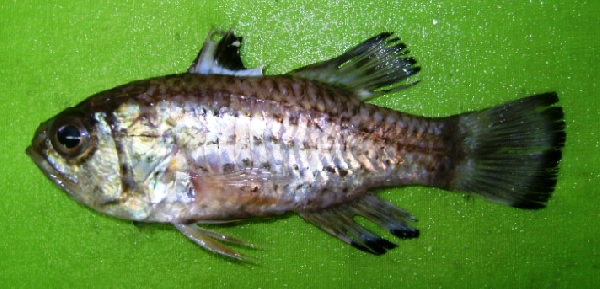
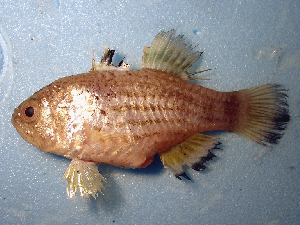